# Saint-Amand (Manche)
Saint-Amand és un municipi francès situat al departament de la Manche i a la regió de Normandia. L'any 2007 tenia 2.188 habitants.

## Demografia

### Població
El 2007 la població de fet de Saint-Amand era de 2.188 persones. Hi havia 827 famílies de les quals 150 eren unipersonals (47 homes vivint sols i 103 dones vivint soles), 289 parelles sense fills, 352 parelles amb fills i 36 famílies monoparentals amb fills.
La població ha evolucionat segons el següent gràfic:
Habitants censats

### Habitatges
El 2007 hi havia 887 habitatges, 830 eren l'habitatge principal de la família, 21 eren segones residències i 36 estaven desocupats. 880 eren cases i 5 eren apartaments. Dels 830 habitatges principals, 622 estaven ocupats pels seus propietaris, 198 estaven llogats i ocupats pels llogaters i 11 estaven cedits a títol gratuït; 27 tenien dues cambres, 95 en tenien tres, 200 en tenien quatre i 509 en tenien cinc o més. 728 habitatges disposaven pel capbaix d'una plaça de pàrquing. A 324 habitatges hi havia un automòbil i a 465 n'hi havia dos o més.

### Piràmide de població
La piràmide de població per edats i sexe el 2009 era:
| Homes | Edats   | Dones |
| ----- | ------- | ----- |
| 0     | 95 o +  | 4     |
| 0     | 90 a 94 | 8     |
| 4     | 85 a 89 | 8     |
| 4     | 80 a 84 | 0     |
| 32    | 75 a 79 | 36    |
| 24    | 70 a 74 | 40    |
| 44    | 65 a 69 | 64    |
| 40    | 60 a 64 | 48    |
| 28    | 55 a 59 | 56    |
| 72    | 50 a 54 | 76    |
| 68    | 45 a 49 | 60    |
| 96    | 40 a 44 | 52    |
| 92    | 35 a 39 | 72    |
| 76    | 30 a 34 | 104   |
| 76    | 25 a 29 | 56    |
| 52    | 20 a 24 | 28    |
| 96    | 15 a 19 | 56    |
| 76    | 10 a 14 | 92    |
| 100   | 5 a 9   | 68    |
| 44    | 0 a 4   | 68    |

## Economia
El 2007 la població en edat de treballar era de 1.424 persones, 1.104 eren actives i 320 eren inactives. De les 1.104 persones actives 1.049 estaven ocupades (570 homes i 479 dones) i 55 estaven aturades (21 homes i 34 dones). De les 320 persones inactives 137 estaven jubilades, 108 estaven estudiant i 75 estaven classificades com a «altres inactius».

### Ingressos
El 2009 a Saint-Amand hi havia 834 unitats fiscals que integraven 2.228 persones, la mediana anual d'ingressos fiscals per persona era de 17.562 €.

### Activitats econòmiques
Dels 74 establiments que hi havia el 2007, 2 eren d'empreses alimentàries, 1 d'una empresa de fabricació d'elements pel transport, 3 d'empreses de fabricació d'altres productes industrials, 14 d'empreses de construcció, 23 d'empreses de comerç i reparació d'automòbils, 4 d'empreses de transport, 3 d'empreses d'hostatgeria i restauració, 2 d'empreses financeres, 6 d'empreses immobiliàries, 10 d'empreses de serveis i 6 d'empreses classificades com a «altres activitats de serveis».
Dels 22 establiments de servei als particulars que hi havia el 2009, 1 era una funerària, 3 tallers de reparació d'automòbils i de material agrícola, 1 taller d'inspecció tècnica de vehicles, 3 paletes, 1 guixaire pintor, 4 fusteries, 4 lampisteries, 2 perruqueries, 1 restaurant i 2 agències immobiliàries.
Dels 10 establiments comercials que hi havia el 2009, 2 eren supermercats, 2 grans superfícies de material de bricolatge, 1 una botiga de menys de 120 m², 2 llibreries, 1 una llibreria, 1 una botiga d'equipament de la llar i 1 una botiga de material de revestiment de parets i terra.
L'any 2000 a Saint-Amand hi havia 90 explotacions agrícoles que ocupaven un total de 2.142 hectàrees.

## Equipaments sanitaris i escolars
El 2009 hi havia 1 escola maternal i 1 escola elemental.

## Poblacions més properes
El següent diagrama mostra les poblacions més properes.